# Récessus épitympanique
Pour les articles homonymes, voir Attique (homonymie).
Le récessus épitympanique (ou attique ou logette des osselets ou épitympan) est une structure de l'oreille moyenne correspondant à l'étage supérieur de la caisse du tympan, qui contient une partie du marteau et de l'enclume.
Il est situé au dessus du plan formé par le bord supérieur du tympan et le toit du conduit auditif externe.